# Minervino Pietra
Minervino Pietra (Lisboa, 1 de marzo de 1954-7 de marzo de 2024) fue un futbolista y entrenador de fútbol portugués que jugó en la posición de lateral derecho. Jugó 323 partidos en la Primeira Liga a lo largo de 16 temporadas con el Os Belenenses y el Benfica. Posteriormente, se convirtió en entrenador, actuando principalmente como asistente y teniendo temporadas en ambos clubes.

## Trayectoria

### Carrera como jugador
Nacido en Lisboa, Pietra comenzó su carrera profesional en el C. F. Os Belenenses, disputando casi 150 partidos oficiales con el primer equipo en sus cinco años en la Primeira Liga y anotando nueve goles. En 1976, el jugador de 22 años fichó por el S. L. Benfica, donde permanecería hasta su retiro. Con el Benfica, Pietra ganó, siempre como una importante unidad defensiva, el campeonato en 1977, 1981, 1983 y 1984, sumando cinco trofeos de la Copa de Portugal. En 11 temporadas disputó 320 partidos en todas las competiciones, anotando 25 goles; también ayudó al club a llegar a la final de la Copa de la UEFA 1982-83, perdiendo ante el R.S.C. Anderlecht de Bélgica (1-0 fuera, 1-1 en casa). 

#### Equipos
| Periodo   | Club                | Apariciones | Goles |
| --------- | ------------------- | ----------- | ----- |
| 1971-1976 | C. F. Os Belenenses | 96          | 9     |
| 1976-1987 | S. L. Benfica       | 227         | 19    |

#### Selección nacional
Pietra jugó en 28 ocasiones con Portugal, teniendo su primer partido con la selección nacional el 14 de noviembre de 1973 en un empate 1–1 ante Irlanda del Norte por la clasificación de UEFA para la Copa Mundial de Fútbol de 1974 con solo 19 años. Fue un convocado regular en la selección nacional pero no pudo disputar torneos internacionales. Su único gol con la selección lo anotó el 14 de octubre de 1981 en la derrota por 1-2 ante Suecia en Lisboa por la clasificación de UEFA para la Copa Mundial de Fútbol de 1982.
Su último partido internacional fue el 21 de septiembre de 1983 en una victoria por 5–0 ante Finlandia por la clasificación para la Eurocopa 1984. Portugal clasificó al torneo en Francia, pero no fue convocado.

### Carrera como entrenador
A mediados de la década de 1990, Pietra comenzó a trabajar como entrenador, sucesivamente en Boavista F. C., C. F. Os Belenenses, S. L. Benfica, F. C. Alverca (bajo las órdenes de su excompañero de equipo en el Benfica António Veloso, su homólogo lateral), F. C. Barreirense y G. D. Estoril Praia, los dos últimos como entrenador. Después de casi una década fuera del juego, regresó al Benfica en 2007, actuando como ojeador durante dos años y, dos años más tarde, se unió al cuerpo técnico de Jorge Jesús, permaneciendo en el equipo durante varias temporadas en esta última capacidad.

#### Equipos
| Periodo   | Club                |
| --------- | ------------------- |
| 1990-1992 | F. C. Alverca       |
| 1992-1993 | Juventude S. C.     |
| 1999-2000 | G. D. Estoril Praia |
| 2000-2001 | F. C. Barreirense   |

## Palmarés
- Primeira Liga: 1976-77, 1980-81, 1982-83, 1983-84[7]
- Copa de Portugal:[8] 1979-80, 1980-81, 1982-83, 1984-85, 1985-86, 1986-87
- Supercopa de Portugal:[8] 1980, 1985